# Coltricia verrucata
Coltricia verrucata är en svampart som beskrevs av Aime, T.W. Henkel & Ryvarden 2003. Coltricia verrucata ingår i släktet Coltricia och familjen Hymenochaetaceae.   Inga underarter finns listade i Catalogue of Life.